# Szilícium-tetraklorid
A szilícium-tetraklorid SiCl4 képletű szervetlen vegyület. Színtelen, illó folyadék, mely levegőn állva füstöl. Nagy tisztaságú szilícium és szilícium-dioxid előállítására használják.

## Előállítása
Kiindulási anyagként ferroszilíciumot (vasat és szilíciumot tartalmazó ötvözet) vagy szilícium-karbidot használnak, de akár a szilícium-dioxid és szén keverékét is használják. Általában az ipari előállításban a ferroszilíciumból kiindulva hozzák létre a SiCl4-ot.
Laboratóriumi előállítása egyszerűbb, szilíciumból és klórból direkt úton előállítható.
Si + 2 Cl2  →  SiCl4
Elsőként Jöns Jakob Berzelius állította elő 1823-ban.

## Reakciói

### Hidrolízis
Hasonlóan sok más klór-szilánokhoz, a szilícium-tetraklorid készségesen reagál vízzel.
SiCl4 + 2 H2O → SiO2 + 4 HCl
Megjegyzendő, hogy a vegyület széntartalmú analógja csak nehezen vihető hasonló reakcióba. A különbség abból adódik, hogy a szilíciumnak nagyobb az atomsugara, így a szilícium atom könnyebben támadhatóvá válik, másik ok pedig a poláris Si-Cl kötések jelenléte. A hidrolízis a levegő nedvességtartalmának hatására is lejátszódik, hidrogén-klorid aeroszol keletkezése közben.
Metanollal és etanollal reagálva tetrametil-orto-szilikátot illetve tetraetil-orto-szilikátot eredményeznek.
SiCl4 + 4 ROH → Si(OR)4 + 4 HCl

### Poliszilícium kloridok
Magas hőmérsékleten a szilícium-tetraklorid homológjait lehet előállítani.
Si + 2 SiCl4 → Si3Cl8
Valójában már a klórozási folyamat során is a szilícium-tetraklorid mellett Si2Cl6 is keletkezik. Ezt az többi, hat klór atomot tartalmazó szennyező vegyülettel együtt frakcionált desztillációval eltávolítják.

### Más reakciók
A szilícium-tetraklorid klasszikus elektrofil vegyületnek tekinthető. Több olyan szerves vegyületet is elő lehet belőle állítani, amely szilíciumot tartalmaz, ezeket úgy lehet előállítani, hogy a SiCl4-ot Gringard-reagenssel vagy lítiumorganikus vegyületekkel reagáltatjuk.
4 RLi + SiCl4 → R4Si + 4 LiCl

## Felhasználása
A szilícium-tetrakloridot poliszilícium előállítására használják, ez a szilícium nagyon tiszta változata, mely alig tartalmaz szennyeződéseket, mivel a szilícium-tetraklorid nagyon jól tisztítható frakcionált desztillációval. A poliszilíciumot a félvezetők gyártásában alkalmazzák illetve a napenergia hasznosításával foglalkozó ipari berendezésekben is. Felhasználják még a Siemens-eljárásban is, vagy szilánná alakítva a reaktorokban alkalmazzák. A nagy tisztaságú szilícium-tetrakloridot az optikai szálak gyártására is használják, azonban ez esetben fontos kikötés, hogy semmilyen hidrogént tartalmazó vegyület nem lehet jelen szennyeződésként.

## Környezetszennyezés és biztonsági eljárások
Kínában számottevően megnőtt a szilícium-tetraklorid gyártásából származó szennyezés mennyisége, mivel egyre nagyobb mennyiségben gyártják, hiszen a napelemek felépítésében alapvető szerepük van.

## Fordítás
Ez a szócikk részben vagy egészben  a   Silicon tetrachloride című angol Wikipédia-szócikk ezen változatának fordításán alapul.  Az eredeti cikk szerkesztőit annak laptörténete sorolja fel. Ez a jelzés csupán a megfogalmazás eredetét és a szerzői jogokat jelzi, nem szolgál a cikkben szereplő információk forrásmegjelöléseként.